# Günter Haarmann
Günter Haarmann (* 29. Mai 1938 in Leverkusen) ist ein ehemaliger deutscher Fußballspieler. Mit seinen 511 Einsätzen (inkl. Freundschaftsspiele) für Bayer 04 Leverkusen ist er einer der Rekordspieler der Werkself. Er war sowohl Mitglied der Oberliga-Aufstiegsmannschaft von 1962 als auch der Regionalliga West-Meisterschaftstruppe von 1968.

## Karriere
Haarmann wuchs in Leverkusen unweit des alten Stadions am Stadtpark auf. 1950 begann er, in der Jugend von Bayer 04 zu spielen. Mit der C-Jugend wurde er Kreismeister, mit der B-Jugend Mittelrheinmeister, mit der A-Jugend scheiterte er knapp im Finale um die Meisterschaft gegen Schalke 04. Haarmann war inzwischen auch beruflich bei der Bayer AG beschäftigt und arbeitete im Werk als Chemielaborant.
1956 gab Haarmann sein Debüt für die erste Mannschaft, die ein Jahr zuvor aus der Oberliga (damals höchste deutsche Spielklasse) abgestiegen war. In der Saison 1956/57 kam er in der 2. Liga West unter Trainer Emil Melcher zu seinen ersten drei Ligaeinsätzen; Bayer belegte den 4. Rang. Danach ging es mit den Einsatzzahlen zäh weiter; im Meisterschafts- und Aufstiegsjahr 1961/62 kam er auf 13 Einsätze an der Seite von Mitspielern wie Heinz Höher, Uwe Klimaschefski, Manfred Manglitz und Hans-Otto Peters. Während er in der Jugend noch als Stürmer agierte, wurde er in der ersten Mannschaft zum linken Verteidiger umgeschult. 1962 gelang der Werkself unter Trainer Erich Garske der Wiederaufstieg in die Oberliga (damals höchste deutsche Spielklasse). Haarmann bestritt 21 Spiele im Fußballoberhaus. Jedoch spielte der Verein im folgenden Jahr bereits wieder zweitklassig. Der Grund dafür lag in der Gründung der Bundesliga, für die es Bayer 04 aufgrund eines umstrittenen Auswahlverfahrens unmöglich war sich zu qualifizieren, obwohl man von den zehn Spielen gegen die Bundesliga-Gründungsmitglieder nur ein Spiel verlor.
Während Spieler wie der spätere Nationaltorhüter Manfred Manglitz oder Uwe Klimaschefski durch einen Wechsel den Aufstieg in die Bundesliga bewerkstelligten, blieb Haarmann dem Verein bis zu seinem Karriereende treu. 1968 gehörte er zu der Mannschaft, die mit gerade einmal 15 Pflichtspielern den kleinsten Kader in der Regionalliga West stellte und überraschend Westmeister wurde. In der Aufstiegsrunde zur Bundesliga musste sich die Werkself jedoch den Offenbacher Kickers geschlagen geben.